# Lunetta con tre angeli volteggianti
La Lunetta con tre angeli volteggianti è un disegno a penna di Sandro Botticelli conservato alla Galleria degli Uffizi.

## Storia e descrizione
La Lunetta con tre angeli volteggianti è un disegno a penna su carta rosa, con ombreggiature in bistro e pennellate ad acquarello rosa rialzate di bianco. Il disegno rappresenta tre angeli sospesi in volo, in atto di cantare un corale. L'angelo al centro poggia con delicatezza le dita sulle spalle dei due angeli laterali che sostengono la partitura. «Guardate come le figure si dispongono nello spazio, (ha scritto Berenson) assaporate il loro fluttuare gentile, i leggiadri e snelli piedini che spuntano dalle vesti dolcemente sommosse, il loro muoverci incontro con lievità di farfalle, gli amabili contorni del volto più grazioso - non saprei immaginare un'armonia di più delicata perfezione.»
Si tratta probabilmente di un disegno preparatorio dei tre angeli cantori, poggiati sul tetto della capanna della Natività mistica, che Sandro Botticelli dipinse nel 1501. Secondo Giovanni Morelli il disegno sarebbe opera di un allievo di Botticelli.
Questo disegno è stato presentato nel 1930 a Londra, ad una esposizione della Royal Academy.